# Manuel Ríos Ruiz
Manuel Ríos Ruíz (Jerez de la Frontera, 10 de agosto de 1934-Madrid, 3 de octubre de 2018) fue un poeta, periodista y crítico de flamenco español.

## Biografía

### Carrera profesional
Durante años fue, sucesivamente, secretario de La Estafeta Literaria, editor literario y artístico de Nueva Estafeta y ya entre 1997 y 2001, su director (con el mismo nombre inicial cuando la publicación nació en 1944). Reputado flamencólogo, crítico de flamenco del diario ABC de Madrid y presentador en Radio Nacional de España del espacio flamenco El Cuarto de los Cabales. Siempre activo como editor literario de revistas como La Serneta, y columnista del Diario de Jerez.

### Carrera literaria
Autor de varios poemarios desde el inicio de la década de 1960, su trayectoria poética fue reconocida en 1972 al recibir el Premio Nacional de Literatura por su libro de poemas El oboe, y se culmina cuando se el concedió el Premio Hispania de las Letras del Club Universitario Hesperia de Nueva York, por el conjunto de su obra poética. Entre sus libros de poemas destacan Dolor de Sur, Amores con la tierra, El oboe, Los arriates, La paz de los escándalos, Vasijas y deidades, Razón, vigilia y elegía de Manuel Torre, Los predios del jaramago, Cartas a una madrina de guerra, Una inefable presencia, Plazoleta de los ojos, Piedra de amolar, Figuraciones y Juratorio. Se han editado siete antologías de sus poemas, la última titulada La memoria alucinada (1999), traducida a varios idiomas.
Como ensayista publicó: Introducción al cante flamenco, Diccionario de escritores gaditanos, Rumbos del cante flamenco, De cante y cantaores de Jerez, Aproximaciones a la tauromaquia, Jerez: del ayer al futuro, Ayer y hoy del cante flamenco, El gran libro del flamenco y las monografías de los pintores Francisco Hernández y Gutiérrez Montiel. En colaboración con José Blas Vega: Diccionario Enciclopédico Ilustrado del Flamenco y Maestros del Flamenco. En prensa: La Paquera de Jerez, genio y figura del cante. Ha dirigido literariamente el Diccionario Enciclopédico Ilustrado de la Provincia de Cádiz y numerosos ciclos culturales en el Ateneo y en el Círculo de Bellas Artes madrileños. Como conferenciante ha desarrollado temas literarios y flamencos en centros culturales y universidades de Europa y América. Fue homenajeado en el ciclo literario "Palabra en el tiempo" del Centro Andaluz de las Letras.

## Asociaciones a las que perteneció
- Miembro fundador de la Cátedra de Flamencología de Jerez (adscrita a la Universidad de Cádiz)[5]
- Miembro del Jurado Calificador del Concurso Nacional de Arte Flamenco de Córdoba
- Miembro de los Premios Nacionales de Flamenco de la mencionada Cátedra.
- Director y Presentador del programa El Cuarto de los Cabales (Radio Nacional de España), donde estuvo quince años.

## Obra poética
Entre otras obras, destacan:
- La búsqueda (1963).
- Dolor de Sur (1968).
- Amores con la tierra. (Accésit del Premio Adonais 1969).
- El oboe (Premio Boscan 1970).
- Los arriates (Premio Ciudad de Irún 1973).
- La paz de los escándalos (Accésit del Premio Álamo 1974).
- Vasijas y deidades (Premio Rafael Morales 1976).
- Razón, vigilia y alegría de Manuel Torre (Premio Nacional de Poesía Flamenca 1977).
- Los predios del jaramago (Premio José María Lacalle 1978).
- Cartas a una madrina de guerra (Premio Alforjas para la Poesía 1979).
- Una inefable presencia (Premio Ciudad de Martorell 1981).
- Plazoleta de los ojos (Premio Ciudad de Rota 1981).
- Piedra de amolar (Premio Juan Ramón Jiménez 1982).
- Figuraciones (Premio Juan Alcalde 1985).
- Juratorio (Premio José Hierro 1990).
- Libros de poemas, antología poética[7]

## Premios
En vida recibió diversos galardones, destacando:
- Premio Nacional de Poesía Flamenca (1977)
- Premio Nacional de Literatura (1972)[9]
- Premio Hispania de las Letras  (Club Universitario Hesperia de Nueva York, 1992)[10]
- Premio de Periodismo "El Convento" (1999).[11]
- Otros premios de poesía en su haber son Bécquer, Adonáis (accésit), Boscán, Ciudad de Irún, Rafael Morales, Lacalle, Villa de Rota, Alcaraván, Ciudad de Martorell, Juan Ramón Jiménez, Juan Alcaide y José Hierro.